# خايمي خويس
خايمي خوسيه(بالإسبانية:Jaime Juez) هو رسام القصص الإسباني، والمصور.(برشلونة5/10/1906 -11/4/2002)

## السيرة الذاتية
بداياته المهنية
بدأ خايمي خويس حياته المهنية في مجلة «السينما» لمدة 15سنة. واستطاع أيضاً العمل في مجلة لا إسكيا دي لاتوراتكسا بفضل نفوذ الرسام خوان جارسيا خونسيدا، وتوصية الشاعر إبراهيم.چي.سي ، وأيضاً عمل في لا كامبنا دي جراسيا.
وانطلاقاً من عام 1929م تعاون مع مجلة «القُراء»، ومجلة «البيت والموضة»، ومجلة «ألجو»، وفي عام 1932م تعاون مع مجلة بوتشولو (مجلة) ، وكي كي أو. وفي عام 1936م انضم إلى نقابة الرسامين.
فترة ما بعد الحرب (1940-1962)
بعد الحرب الأهلية الإسبانية توجب عليه إتمام الخدمة العسكرية لمدة 3سنوات. وعمل فيما بعد مصور لرويات لصالح دار النشر مولينو، وكليبر.
السوق الخارجية
في عام 1962م من خلال وكالة «المجموعات المصورة» أجرى خايمي لصالح السوق الفرنسي السلسلة القصصية أوچان، وكاريبو، وأوليڤر (1963م)، والتي استطاع من خلالها كتابة نحو 4صفحات يومية  ما بين 1961 و1974م انتج قصص رعب لصالح وكالة سكاي والد الأمريكية، والعديد من الوكالات الأخرى.

## أعماله
| السنة | العنوان                         | الكاتب | النوع    | الناشر         |
| ----- | ------------------------------- | ------ | -------- | -------------- |
| 1932  | الأسود والكلب النبيل            |        | سلسلة    | كي كي أو       |
| 1936  | ديك توربين                      |        | سلسلة    | بوتشولو        |
| 1942  | دايفيد كوبرفيلد                 |        | سلسلة    | كليبر          |
|       | الزوج كوكوڤي، والزوجان الحزينان |        | جزء واحد | توراي          |
| 1944  | كوبري بوراسكرساس                |        | سلسلة    | أساطير الأطفال |
| 1944  | مارتين رويان                    |        | سلسلة    | توراي          |
| 1946  | تشاتشو، والبطل الصغير           |        | سلسلة    | توراي          |
|       | النجمة                          |        |          | توراي          |
|       | مارغيري                         |        | سلسلة    | توراي          |
| 1949  | دون زامبوديو                    |        | سلسلة    | بولجارسيتو     |
| 1951  | أوراق حياة تونيتو ولوليتو       |        | سلسلة    | توراي          |